# (87269) 2000 OO67
(87269) 2000 OO67とは、極端な楕円軌道を持つ太陽系外縁天体の1つである。

## 軌道
2000 OO67は、近日点距離は天王星軌道にほぼ接する小惑星であるが、遠日点距離は1860億km(1243.5AU)という極めて遠くに位置する。遠日点距離が1000AUを超えている小惑星は8個しか発見されておらず、小惑星番号が与えられているのは2000 OO67を含めて3個、名前が決まっているのは(90377) セドナのみである。2000 OO67は、小惑星番号が与えられている中では2番目に遠い軌道を持っている。前回近日点を通過したのは2005年5月4日であるが、公転に約1万6000年もかかるため、次回近日点に戻ってくるのは17753年から18045年頃となる。離心率0.967は、小惑星というよりも彗星に近く、2000 OO67を未発見の内オールトの雲からきた天体とする見方もある。

## 物理的性質
2000 OO67の絶対等級は9.1等級であり、直径は64kmであると推定されている。軌道は彗星に近いものの、彗星としての活動は今のところ見られないため、小惑星として扱われている。

## 発見
2000 OO67は、2000年6月29日にセロ・トロロ汎米天文台が発見した5つの小惑星のうち、最初に発見したものである。小惑星番号は2004年8月30日に付与されたが、まだ名前は付けられていない。